# Ala I Tungrorum Frontoniana

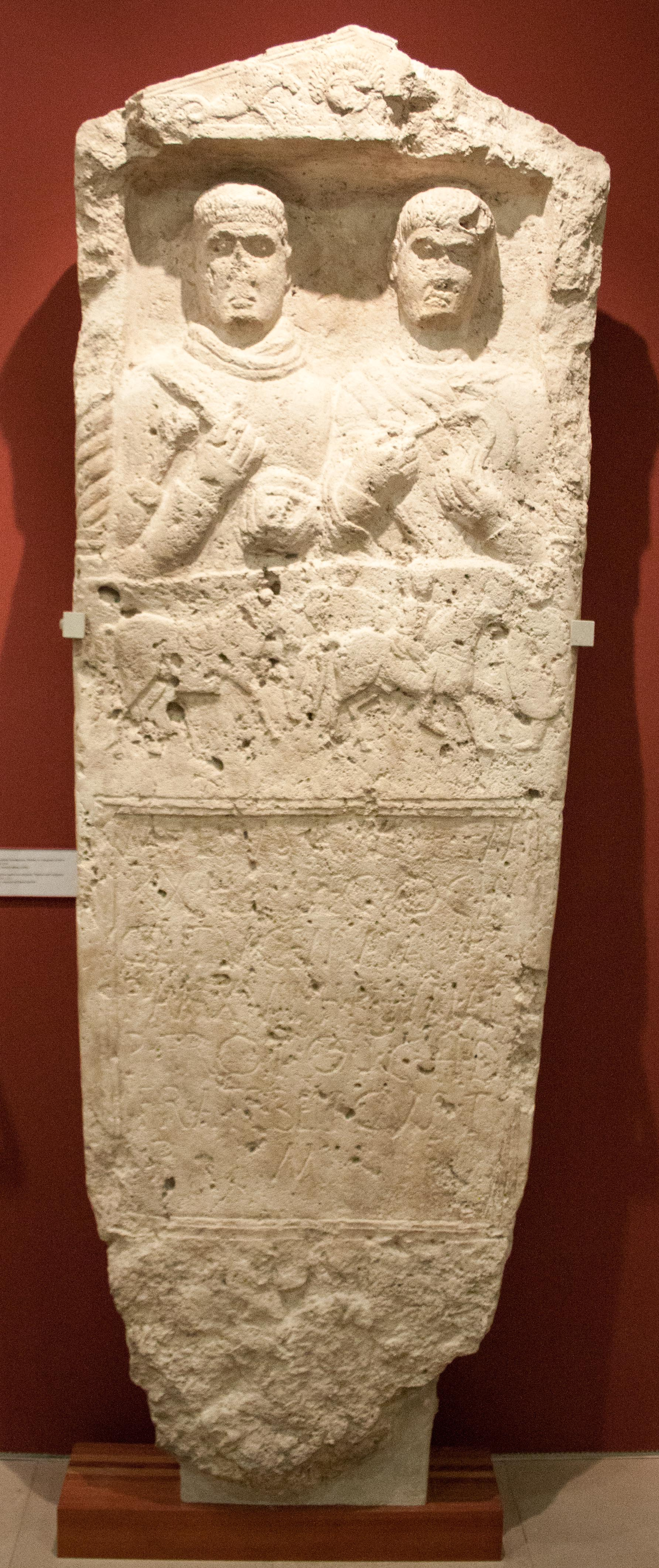
Der Grabstein der beiden Brüder Mulsus und Litucenus

Die Ala I Tungrorum Frontoniana [Alexandriana] [Antoniniana] [Philippiana] (deutsch 1. Ala der Tungerer des Fronto [die Alexandrianische] [die Antoninianische] [die Philippianische]) war eine römische Auxiliareinheit. Sie ist durch Militärdiplome, Inschriften und Ziegelstempel belegt. In den Diplomen von 80 bis 114 und den meisten Inschriften wird sie als Ala Frontoniana bezeichnet.

## Namensbestandteile
- Tungrorum: der Tungerer. Die Soldaten der Ala wurden bei Aufstellung der Einheit aus dem germanischen Volksstamm der Tungerer rekrutiert.

- Frontoniana: des Fronto. Einer der ersten Kommandeure der Einheit war möglicherweise der in der Inschrift (CIL 12, 2393) aufgeführte Lucius Iulius Fronto, nach dem die Ala benannt wurde.

- Alexandriana: die Alexandrianische. Eine Ehrenbezeichnung, die sich auf Severus Alexander (222–235) bezieht. Der Zusatz kommt in den Inschriften (CIL 3, 797, CIL 3, 798) vor.

- Antoniniana: die Antoninianische. Eine Ehrenbezeichnung, die sich auf Caracalla (211–217) oder auf Elagabal (218–222) bezieht. Der Zusatz kommt in den Inschriften (CIL 3, 795, ILD 796) vor.[A 1]

- Philippiana: die Philippianische. Eine Ehrenbezeichnung, die sich auf Philippus Arabs (244–249) bezieht. Der Zusatz kommt in der Inschrift (AE 2006, 1127) vor.

Da es keine Hinweise auf den Namenszusatz milliaria (1000 Mann) gibt, war die Einheit eine Ala quingenaria. Die Sollstärke der Ala lag bei 480 Mann, bestehend aus 16 Turmae mit jeweils 30 Reitern.

## Geschichte
Die Ala war in den Provinzen Germania, Dalmatia, Pannonia und Dacia Porolissensis (in dieser Reihenfolge) stationiert. Sie ist auf Militärdiplomen für die Jahre 80 bis 165 n. Chr. aufgeführt.
Die Einheit wurde während der Regierungszeit von Augustus aufgestellt. Sie war bis 70/71 in der Provinz Germania inferior stationiert. Während der Regierungszeit des Kaisers Vespasian (69–79) wurde sie zwischen 70/71 und 80 für einige Zeit nach Dalmatia und im Anschluss daran nach Pannonia in das wohl von dieser Truppe in Holzbauweise errichtete Kastell Campona verlegt. In der Regel wird diese Verlegung den letzten Regierungsjahren des Kaisers Domitian (81–96) zugeschrieben. Die in Campona geborgene Grabstele eines keltischen Reiters und Waffenwarts sowie seines germanischen Schwadronführers wurde durch den Archäologen Barnabás Lőrincz (1951–2012) der Zeit zwischen 80 und 105 zugeschrieben. Der Archäologe László Kocsis datierte den Erbauungszeitraum von Campona allerdings in das frühe 2. Jahrhundert. Der erste Nachweis in der Provinz Pannonia beruht auf einem Diplom, das auf 80 datiert ist. In dem Diplom wird die Ala als Teil der Truppen (siehe Römische Streitkräfte in Pannonia) aufgeführt, die in der Provinz stationiert waren. Weitere Diplome, die auf 83 bis 114 datiert sind, belegen die Einheit in derselben Provinz. Nach der organisatorischen Zweiteilung der Provinz nach 103/106 wird die weiterhin in Campona stationierte Truppe in den Diplomen ab 110 in Pannonia inferior genannt. Während der Regierungszeit des Kaisers Trajan (98–117) wurde die Truppe kurzfristig verlegt, um an dessen Dakerkriegen zwischen 101 und 106 teilzunehmen. Anschließend kehrte sie offenbar wieder nach Campona zurück.
Zu einem unbestimmten Zeitpunkt wurde die Einheit an der Nordgrenze Dakiens, nach Dacia Porolissensis verlegt, wo sie erstmals durch die Inschrift (ILD 796) nachgewiesen ist, die auf 131 datiert ist. Durch ein Diplom ist die Einheit erstmals 133 in dieser Provinz nachgewiesen. In dem Diplom wird die Ala als Teil der Truppen (siehe Römische Streitkräfte in Dacia) aufgeführt, die in der Provinz stationiert waren. Weitere Diplome, die auf 151 bis 165 datiert sind, belegen die Einheit in derselben Provinz.
Der letzte Nachweis der Einheit beruht auf der Inschrift (AE 2006, 1127), die auf 244/249 datiert ist.

## Standorte
Standorte der Ala in Dacia waren möglicherweise:
- Arcobara (Ilișua):[9] Die Inschrift (AE 2006, 1127) wurde hier gefunden.
- Irschawa: Zahlreiche Inschriften sowie Ziegel mit den Stempeln ALE FRONT (CIL 3, 01633,01a) und AL F (CIL 3, 01633,01b) wurden hier gefunden.

Standorte der Ala in Dalmatia waren möglicherweise:
- Tilurium (Trilj): Die Inschrift (CIL 3, 9735) wurde hier gefunden.

Standorte der Ala in Germania waren möglicherweise:
- Asciburgium (Asberg): Die Inschrift (AE 1931, 30) wurde hier gefunden.

Standorte der Ala in Pannonia waren möglicherweise:
- Aquincum (Budapest): Die Inschriften von Flavus, Lucius Cornelius Crescens und Lucius M[]or wurden hier gefunden.
- Campona (Nagytétény): Der Grabstein des Tersus wurde hier gefunden. (Siehe dazu auch Römische Steindenkmäler aus Nagytétény)
- Carnuntum (Bad Deutsch-Altenburg): Die Inschrift (AE 1978, 619) sowie Ziegel mit dem Stempel A F (RHP 213) wurden hier gefunden.
- Intercisa (Dunaújváros): Die Grabsteine von Cusides und Mulsus wurden hier gefunden.

## Angehörige der Ala
Folgende Angehörige der Ala sind bekannt:

### Kommandeure
| - Ael(ius) Celer, ein Präfekt (CIL 3, 789) - C(aius) Iul(ius) Apigianus, ein Präfekt (CIL 3, 788) - C(aius) Iulius Atianus, ein Präfekt (CIL 3, 786) - C(aius) Servilius Diodorus, ein Präfekt (AE 1998, 282). Er war auch Präfekt der Cohors II Aurelia Nova. - Lucius Calpurnius Honoratus: er wird auf Diplomen von 110 und 114 als Kommandeur genannt. - L(ucius) Claudius An[] Prudens Consi[di]anus, ein Präfekt (CIL 13, 8842) | - L(ucius) M[]or, ein Präfekt (AE 1986, 590) - Titus Attius Tutor, ein Präfekt - Titus Furius Victorinus, ein Präfekt - T(itus) Popilius Albinus, ein Präfekt (CIL 11, 4748). Er war auch Präfekt einer Cohors I Alpinorum. - T(itus) Vettulenus Nepos, ein Präfekt (CIL 3, 793) |

### Sonstige
| - [], ein Reiter (CIL 3, 809) - []cin[]s, ein Reiter (AE 1931, 30) - []s Mucapor, ein Reiter (CIL 3, 799) - []liu[s] (CIL 3, 814) - []tius, ein Signifer (CIL 3, 6274) - Advesio, ein Soldat: eines der Diplome von 114 (RMD 3, 152) wurde für ihn ausgestellt. - Ael(ius) Mu[capor], ein Reiter (CIL 3, 799) - Ael(ius) Quadratus, ein Reiter (CIL 3, 800) - Apon[], ein Reiter (CIL 3, 801) - Aurelius Brisanus (ILD 799) - Aur(elius) De[], ein Decurio (CIL 3, 802) - Aurel(ius) Themaes, ein Librarius (CIL 3, 804) - Aurell(ius) Vitellianus, ein Sesquiplicarius (CIL 3, 791) - C(aius) Petillius Vindicus, ein Decurio: eines der Diplome von 192 (RMD 5, 446) wurde für ihn ausgestellt. - C(aius) Val(erius) V[ita]lis, ein Veteran und ehemaliger Decurio (CIL 3, 811) - [C]alvus, ein Reiter (AE 1978, 619). Er war auch Sesquiplicarius der Ala I Hispanorum Aravacorum. - Campanus, ein Reiter (CIL 3, 3679) - Cittius, ein Reiter (CIL 3, 807) - Cocceius Iulius, ein Reiter (CIL 3, 806) - Cusides, ein Reiter (RHP 217) | - [Eu]genius, ein Reiter (CIL 3, 9735) - Flav(u)s, ein Reiter (AE 1938, 125) - G(aius) Iul(ius) V[] (CIL 3, 7629) - Ingenuus, ein Decurio (CIL 3, 3679) - Iustus, ein Reiter (CIL 3, 807) - Litucenus, ein Reiter (AE 1986, 598) - Lobasinus, ein Decurio (CIL 3, 3400) - L(ucius) Cornel[i]us Crescens, ein Decurio (RHP 215) - M(arcus) Lucilius Secundus, ein ehemaliger Decurio (CIL 13, 8558) - Mulsus, ein Reiter (AE 1986, 598) - Nertomarus, ein Soldat: eines der Diplome von 114 (CIL 16, 61) wurde für ihn ausgestellt. - P(ublius) Ael(ius) Paulinus, ein Decurio (CIL 3, 7626) - Reburrus, ein Reiter (AE 1963, 49) - Sola Mucatri, ein Veteran (CIL 3, 787) - Tersus, ein Reiter und Custos armorum (CIL 3, 3400) - T(itus) F(lavius) Bonio, ein Reiter (CIL 3, 3679) - Val(erius) Laet[ill]us, ein Decurio (CIL 3, 811) - [Va]l(erius) Saturni[nu]s, ein Duplicarius (CIL 3, 811) - Val(erius) Vale[rianus], ein Veteran und ehemaliger Decurio (CIL 3, 805) |

## Weitere Alae mit der BezeichnungAla Tungrorum
Es gab noch eine weitere Ala mit dieser Bezeichnung, die Ala I Tungrorum. Sie ist durch Militärdiplome von 98 bis 158 belegt und war in der Provinz Britannia stationiert.